# Euploea suluana
Euploea suluana är en fjärilsart som beskrevs av Moore 1883. Euploea suluana ingår i släktet Euploea och familjen praktfjärilar. Inga underarter finns listade i Catalogue of Life.